# Натья
Натья — (от санскр. नाट्य, Nāṭya, что означает одновременно «драма, представление, ритуал») — род музыкально-пластического искусства, имеющего драматический сюжет и ритуальные цели. Натья известна уже в Древней Индии, она описана в трактате «Натья Шастра» (в переводе с санскрита — «Трактат о Натье»), который по последним находкам (2010) манускрипта-первоисточника в Керале датируется V в. до н. э.
Некоторые исследователи считают Натью прародителем всех видов искусства.
Театральное действие, совершаемое по канонам, традиционно принято называть представлением Натьи.

## История Натьи

### Мифологема
Миф о рождении Натьи изложен в I главе «Натья Шастры», а миф о нисхождении Натьи на землю в заключительной главе этого же трактата. Согласно мифу, изложенному автором «Натья Шастры» муни Бхаратой, Натья была создана Брахмой во время, когда Трета-юга сменила Крита-югу, и вследствие нравственного падения человечества, обусловленного качеством времени и приверженностью страстям, начали испытывать как счастье от бытия, так и несчастье. В эпоху этого кризиса к Брахме явились боги во главе с Индрой (или иначе Махендрой) с просьбой создать пятую Веду в виде забавного и полезного зрелища.
В ответ на их просьбу Брахма создал Натью — как учение (дословно «вместе с итихасой») и как род искусства, включающего в себя знания четырёх Вед и все 64 вида искусства, описанных в 3 главе Камасутры.
Для исполнения, сохранения и передачи знаний о Натье был выбран род мудреца Бхараты, который получил знание этого искусства от Брахмы и передал его своим ста сыновьям-бхаратам. Для представления изящного стиля Натьи, требовавшего танца и женского участия в его исполнении, по просьбе Бхараты Брахма создал силой мысли апсар.
После премьеры Натьи Брахма дал пояснения о целях её исполнения:
- развитие способности различения дурного и хорошего, истинного и ложного,
- развитие благоприятных качеств личности зрителя,
- передача мудрости,
- передача чувств радости и веселья,
- воспитание вкуса к красоте,
- достижение 4 целей жизни: артхи (образования), дхармы (следования долгу), камы (наслаждения) и мокши (освобождения души).

Несмотря на то, что Натья была создана для людей, изначально она исполнялась в мире богов, при дворе Индры и только некоторые мифические герои, удостоившиеся присутствия в небесном мире в качестве гостей или на правах постоянных обитателей, могли видеть представления Натьи, разыгрываемые апсарами. Так по просьбе царя Нахуша, временно замещавшего Индру, и ради искупления проклятия бхараты — сыновья Бхараты-муни — спустились на землю, вступили в брак с женщинами и обучили искусству Натьи своих детей, вероятно, положив таким образом начало касты девадаси, внутри которой Натья сохранялась на протяжении тысячелетий. После передачи Натьи на землю, в мир людей, бхараты вернулись в небесное царство и вернули себе прежнее уважаемое положение в обществе. Миф о рождении Натьи и нисхождении Натьи на землю рассказывается Бхаратой-муни в Небесном царстве обществу других мудрецов-небожителей, возглавляемых Артрейей.

### Археологические находки и древние документы
Самыми древними, сохранившимися на земле, свидетельствами исполнения искусства Натьи являются скульптурные памятники как Древней Индии, так и Древнего Египта. В скульптурных группах обнаруживается фигуры исполителей в характерных позах и костюмах, которые свидетельствуют о распространении театрального искусства, описанного в трактате «Натья Шастра» в глубине веков, в более ранний период, чем датировка самого текста, и за пределами Индии, которая традиционно считается преемницей Натьи на земле, а также о покровительстве царских персон исполнителям Натьи.
Древнейшим документом, сохранившим полную теоретическую информацию и терминологию Натьи, является «Натья Шастра», самым авторитетным средневековым комментарием к ней является «Абхинавабхарати» авторства Абхинавагупты.

### Натья и основные мировые религии

#### Санатана Дхарма. Ведийская эпоха
Согласно некоторым исследователям Натья возникла как сценическое-ритуальное действие, придуманное кастой брахманов, для удовлетворения нужд новой индуистской религии, которая пришла в V в. до н. э. на смену ведическому язычеству. Натья, c точки зрения Лидовой, имела практическую пропагандистскую цель — показать бога, сделать его образ реальным для верующего и вызвать особые религиозные переживания. Эта теория подверглась критики практического исследователя Натьи Северской, которая указывает на то, что в сценическом представлении Натьи, воспроизводится модель мироздания. А в номерах танцевальной формы Натьи закодирована архитектурная формула сакрального пространства, которая впоследствии воспроизводится в архитектуре храмов, искусстве, развившемся позже, чем искусство Натьи. Таким образом, Северская предлагает гипотезу, согласно которой Натья была адаптирована, а не придумана индуисткими брахманами в V в. до н. э. под нужды новой религии и использована для её утилитарных целей, по замыслу создателей искусства Натьи.
Согласно археологическим находкам Натья существовала в ведийскую эпоху Древней Индии, как отдельное ритуальное искусство, сюжетом которого в это время были мифы, не сохранившиеся в литературе. Доказательством такого предположения являются, сохранившиеся до наших дней благодаря устной традиции обучения, классические танцевальные формы — варнамы — содержащие самостоятельные мифы, дополняющие известные мифы литературных памятников.

#### Индуизм
Позже, при переходе к индуизму, Натья принимает форму храмового искусства, но в то же время не только выполняет функцию визуализации божества и сакрализации пространства, но и даёт знания, эстетическое удовольствие, передаёт нравственные ценности, служит целям эмоциональной и личностной трансформации. Под сенью какой конфессии индуизма ни исполнялась бы Натья, её драматической основой остаются мифы, истории об идеальных отношениях и идеальных героях.

#### Магометанство
В связи с тем, что Натья изображала на сцене Бога, и это делал человек — профессиональный исполнитель — она подверглась гонениям на Севере Индии при усилении влияния мусульманской культуры в средневековье, так как сама идея изображать Бога является табуированной в мусульманстве. Вероятнее всего, в этот период Натья находилась под запретом, а её носители-девадаси были вынуждены мигрировать, чтобы не подпасть под истребление. К началу колонизации Индии Британией Натья сохранялась в основном на территории южных штатов под покровом индуистских храмов, чем утвердила свою репутацию специфического ритуального культового искусства.

#### Христианство
На территории Южной Индии в 52 г. н. э. проповедовал апостол Фома, которому удалось основать одну из первых древневосточных церквей — маланкарскую православную церковь, в XVII веке пережившую раскол, вследствие которого образовалась католическая ветвь христиан апостола Фомы. Индийская сиро-малабарская литургия является одной из древних сохранившихся форм литургического богослужения и вобрала в себя принципы и приемы искусства Натьи, распространившиеся на практику литургического богослужения. Так священнослужитель, ведущий литургию, является воплощением Христа и верующие лицезреют в нём самого Господа, что реализовано в христианских церквях на богослужениях в Керале. Христиане апостола Фомы и по сей день поддерживают отношения с исполнителями Натьи, эта церковь в наше время оказывает помощь и покровительство Академии Натьи в своем регионе.

#### Иудаизм
Нет данных о проникновении искусства Натьи в иудейскую культуру.

### Натья на территории Индии в эпоху британской колонизации
Законы, принятые в Британской Индии в XVIII—XX вв. н. э., запрещающие исполнения ритуальных танцев в храмах, оплату выступлений танцовшиц, а в некоторых случаях, музыкантов, говорят о том, что Натья сохранялась как культурная традиция на протяжении всего периода британской колонизации и воспринималась британскими властями как символ самоидентификации и независимости нации, против которого была развернута законодательная борьба.
В Индийском национальном конгрессе отношение к искусству Натьи было аналогичным — её также воспринимали как символ самоиндентификации нации, в 30-е годы XX в. она даже стала предметом политической борьбы, когда в южных штатах были организованы митинги и демонстрации против законов, запрещающих танец. Один из сподвижников Ганди — Махакави Валлатоль Нараяна Менон в 1918 году в подпольных условиях был зрителем представления Натьи, которое привело его своим низким качеством в удручающие состояние, лишившие его на сутки желания разговаривать. После шока, который он пережил, став свидетелем упадка легендарного искусства, он поставил своей целью содействовать его сохранению и возрождению.
Ему удалось получить у британских властей разрешение на проведение лотереи, доходы от которой должны были пойти на создание Школы искусств. В течение трех лет прибыль от народной лотереи аккумулировалась для этих целей и в 1931 году на земле, где Махакави Валлатоль Нараяна Менон провел свое детство было открыто учебное заведение Керала Каламандалам, где поэт собрал уцелевших учителей-девадаси и, гарантировав им возможность преподавать, начал привлекать учеников для обучения искусству Натьи. Особую сложность составляло начать преподавание женского стиля Мохини Аттам, так как статус танцовщицы был до такой степени унижен и дискредитирован, что семьи не одобряли такое занятие и образование для девочек. Первой ученицей Мохини Аттам стала двоюродная племянница поэта Кальяникутти Амма, которая впоследствии стала и первой преподавательницей из выпускников этой школы и получила имя по имени своей школы. Она больше известна в мире как Каламандалам Кальянникутти Амма. Она стала автором двух книг на малаялам о Натье и о стиле Мохини Аттам.
Через пять лет после открытия Керала Каламандалам, в 1936 году, Рукмини Деви при поддержке Теософского общества, открыла академию Калакшетра, которая работала по аналогии с Керала Каламандалам и объединила традиционных учителей вокруг обучения стилю бхаратнатьям. Эти два учебных заведения наряду с Музыкальной Академией Мадраса, где сохраняется традиция музыка Карнатака, остаются наиболее авторитетными образовательными учреждениями, послужившими делу передачи традиции искусства Натьи от семей девадси в новое время для всех желающих.

### Возрождение Натьи в XXI веке
Согласно мифу «Натья Шастры», Натья с самого момента творения была эгалитарным искусством, открытым для освоения всем, кто стремится к нему, за рядом некоторых исключений. Несмотря на это, многовековая дискриминация Натьи практически уничтожила дух сценического представления.
Рукмини Деви и Кальянникутти Амма, имевшие благородное происхождение, Махакави Валлатоль Нараяна Менон, — были не только подвижниками и организаторами, но и пропагандистами искусства Натьи, с уважением относившимися к традиции и её носителям — традиционным учителям. В 30-е годы XX в. было принято решение о выводе искусства Натьи из под сени индуистских храмов на подмостки сцены. Независимая Индия наградила этих людей, наравне в другими исполнителями Натьи, которые сделали её известной миру — Баласарасвати, Каланиди Нараянан — высшими государственными наградами.
Благодаря гастролями Баласарасвати Натья становится известной за пределами Индии и привлекает людей во всем мире.
Особую роль в возрождении Натьи в XXI веке играют русские теоретические и практические исследователи: до сих пор 36 глав «Натья Шастры» не переведены полностью ни на один язык, кроме русского, единственный в мире Театр Натьи более тридцати лет работает в Санкт-Петербурге и показывает представления на русском языке и языке-первоисточники, как в родном городе, так и в гастрольных поездках по России и за рубежом. Особое требование доступности для зрителя и перевода представления на местные наречия, а также адаптации к местным традцициям, высказанные в «Натья Шастре», исполняются в этом театре.
Санскритская драма Куттияттам признана UNESCO нематериальным наследием человечества благодаря доказательным аргументам ряда ученых, в том числе и крупных российских теоретиков театра. Огромные усилия в вопросах просвещения и образования в области Натьи предпринимаются в Академии искусств Натьи, созданной М. Ю. Северской.
Большой интерес к сакральному театру Индии в XX веке проявлял Питер Брук, работая над Махабхаротой, и другие режиссёры современности. Тем не менее современное сценическое европейское искусство остается отделенным от традиции искусства Натьи, хотя фраза об индийском театре, его авторитете и ценности начинает любую книгу по истории театра. Несмотря на то, что традиция Натьи является самой древней из существующих ныне, непрерывной театральной традицией, имеющей культурное значение для человечества в целом, её ценность и опыт по-прежнему остается недооцененным.
Наиболее распространенным, доступным, понятным и популярным видом искусства Натьи остается музыка Карнатака. С конца 70-х годов XX века в различных штатах Индии, Америки, России открываются учебные заведения или объединения традиционных учителей, где обучают Натье, театры Натьи. С 1980 года проходит ежегодная конференция Натьи. В музыкальной академии Мадраса в 2012 году учреждена награда в области Натьи — Natya Kala Acharya Award

## Терминология
Большинство терминов Натьи на санскрите. Есть два направления изучения Натьи — теоретическое и практическое. Теорией занимаются санскритологи как в Индии, так и за её пределами, немногочисленная группа высокообразованных ученых, посвятивших множество трудов таким терминам Натьи, как раса, бхава, абхиная, рага, талам, свара, маргам и т. д. На данном пути некоторые исследователи упираются в тупик, пытаясь переводить термины используя аналоги из схожих европейских видов искусства. Но нельзя перевести талам как ритм, рагу как мелодию, а абхинаю как пантомиму, а натью как театр или драму, так как за каждым санскритским словом стоит множество значений, совокупность которых превращает термин в целую философскую категорию. Кроме того, практический тренинг, прекрасно сохранившийся в кастовой системе девадаси, дополняет и без того широкое значение терминов.
Последователи практического метода изучения Натьи, как правило не владеют санскритом в совершенстве, а иногда и вовсе, так как санскрит не является разговорным языком даже в Индии. При этом практики не пытаются переводить термины, но сосредотачиваются на сути и цели упражнений, получая таким образом психо-физический материал для описания значения термина из практического опыта. При этом сохраняется большое уважение к традиции и принципу преемственности — определение данное учителем фиксируется в памяти и многократно повторяется без изменений в разных ситуациях.

## Натья как искусство

### Краткая теория искусства Натьи
Оксфордский словарь дает определение Натьи как традиционной индийской танцевальной драмы, включающую в себя вокальную и инструментальную музыку, диалоги и сложный жестовый танец. В словаре Уэбстера дается определение Натьи, как театрально-танцевальному искусству Индии, происходящему из храмов, посвященному показу эпоса и мифов, имеющему сложную систему поз тела и жестов.
Анализ текста Бхараты-муни дает понимание того, что технически Натья означает абхинайю, которая проявляется как совокупность бхавы и расы. Термин natya происходит от корня Nat, что означает «движение», а также «танцевать» или «действовать». Натью, согласно Бхарата-муни, также можно рассматривать как сочетание литературы, музыки и драмы, так как Натья рассказывает историю через танец и музыку.
Natyam tannatakam chaiva poojyam poorvakathayutam
Бхарата описал Натью как чистую абхинайю, имеющую шесть составляющих, таких как позы, слова, жесты, выражение темперамента, музыка и расы. Одним из самых известных стилей классического индийского танца, которых семь, и каждый из которых является искусством способным служить целям Натьи, является искусство Бхаратнатьяма.
Маргам — классическая программа Бхаратнатьяма — следует последовательности Нритты, Нритья и Натья. Начальные танцевальные формы Алариппу, Каутхувам, Джатисварам все являются Нриттой. За ними следуют Свараджати, Шабдам и Варнам, которые являются Нритьей, и, наконец, Падамы являются Натьей.
Движения Нритты, Нритья и Натьи всегда должны соответствовать основным стандартам танца. Техника Нритты в сочетании с бхавой, становится Нритьей, которая, в свою очередь, в сочетании с жестами и действиями становится Натьей. Натья в конечном счете будет впечатляющей, а также эффективной только тогда, когда есть гармония между техникой танца и передачей эмоциональных состояний. Все великие исполнители демонстрируют идеальное сочетание всех трех составляющих в каждом из своих выступлений.

### Особенности Натьи как рода искусства
Натья — особое действие, закрытое представление, требующее специальной подготовки.
Признаки представления Натьи:
- отсутствие сюжетов из повседневной жизни, с которыми мы можем идентифицироваться,
- поэтический язык и мир образов, возвышающий сознание человека,
- сценическое действие направлено на погружение в октаву чувств, на мобилизацию ресурсов человеческой психики через применение комплексного воздействия искусств с целью создания бхавы (переживания) и вызывание у аудитории расы (сопереживания).
- незнакомый для зрителя язык предполагал сопровождение пантомимой и жестами (при необходимости — синхронный перевод), что позволяет испытать состояния погружения, транса,
- трансформация сценического пространства, в котором воссоздается образ идеального мироздания, что приводит к трансформации сознания аудитории в течение действия,
- особая, традиционная, «странная» для европейского восприятия внешняя форма: грим, который усиливает выразительное действие пантомимы и костюм, напоминает специальную форму, чей фасон подчеркивает пластику движений исполнителя, выстроенных в соответствиями с каноном,
- классическая музыкальная основа и ритм талам — звучание которых направлено на создание стабильного, глубокого эмоционального переживания, длящегося на протяжении всего представления Натьи. В музыке отсутствует принятые в европейской культуре введение, развитие сюжета, его кульминация и развязка, она следует принципиально иной волнообразной композиции, подобной восходящей спирали.
- отсутствие зрелищных эффектов и всего, что отвлекает внимание аудитории от исполнителя, который показывает все роли, следуя при этом канону,
- Натья в момент представления с каждым зрителем говорит о его актуальном моменте, затрагивает тот животрепещущий аспект его личной жизни, погружает в самосознание, а не отвлекает его от реальности. В итоге Натья трансформирует реальность каждого, кто её исполнил или увидел её представление.

### Обучение искусству Натьи
Натья — это не только искусство, следующее канону, но и комплексное обучение, следующее традиционному канону. Ни в одном из древних текстов по Натье нет описаний стандартов обучения и системы обучения, но они сохранились до наших дней благодаря традиции преемственности. Для того чтобы обучать других Натье, то есть быть преподавателем одного или нескольких искусств, входящих в комплекс Натьи, необходимо получить признание присутствия особых качеств личности, который может увидеть только опытный учитель, представляющий традицию Натьи. Его признание и благословение являются необходимыми и достаточными для того, чтобы передавать искусство Натьи желающим обучаться. От благословения на обучение Натьи нельзя отказаться, как не могли отказаться от него когда-то бхараты, отправленные Бхаратой-муни на землю для исполнения долга. Передача искусства Натьи другим — это не привилегия или карьерный успех, это долг, подобный родительскому долгу, который нельзя снять с себя, но можно исполнить лучше или хуже.
Каждый преподаватель Натьи поддерживает связь с учителем, который благословил его на преподавание, а через него с его учителями по парампаре (тех, кто обучал его учителей задолго до его рождения). Таким образом поиск учителя в области искусств Натьи подобен поиску духовного наставника в христианской традиции. Ищут не личность, ищут линию, на которой обитает Святой Дух.
В традиционный период до начала XX века обучение Натьи проходило по системе гурукулы. Натья, являясь эгалитарным искусством представления, давала специальное, элитное образование. Считалось, что девушка, прошедшая обучение Натьи, исполнившая арангетрам, станет лучшей женой, способной очищать карму мужа и рода, привлекать удачу и благословение, дарить близким счастье в жизни, культивировать любовь в семье. Только единицы учениц, обладающие особыми качествами и происхождением, получали благословение на исполнение Натьи для богов и публики и становились профессиональными девадаси. Ещё меньше было тех, кто мог обучать. Но учиться Натье желали многие, так как это искусство открывает все двери в жизни и помогает идти по любому пути, кроме того который является адхармой.

### Характеристики ритма (талам) в искусствах Натьи
Единицей измерения ритма является удар — ангам. Комбинация трех видом ударов — анудхрутам, дхрутам и лагху дает возможность отбивать ритм во время исполнения музыки, танца, театрального действия по заданным формулам.
Существует семь групп ритма, каждая из которых имеет имя собственное и определена математической формулой. Каждая группа ритма отбивается через комбинации ангам по заданному шаблону в виду формулы.
Талам — самый ранний прием дирижирования, применяемый в течение тысячелетий для исполнения искусств и обучения искусствам.
Заданный для музыкального произведения талам — величина постоянная. Во время исполнения произведения может быть изменена скорость исполнения на первую, вторую, третью, которые накладываются на заданный в начале вид талама.
Если внутри одного произведения применяются несколько разных талам, к характеристикам такого произведение применяется название: талам малика (то есть меняющийся талам).
«Натья Шастра» рассматривает ритм как первую составляющая искусств Натьи, так как с него начинается процесс творения чего бы то ни было. Первичная ритмическая матрица закладывается в человеческий эмбрион и влияет на дальнейшее развитие плода. Через ритм человеческое существо синхронизируется с космическими процессами и событиями. Поэтому изучение всех видов искусств Натьи начиналось с обучению ритма. За ритмом следует звук (музыкальный звук или Шабд), далее слово (Кавьяс и Натака) и движение (танец).
По мифологеме, Шива в образе Натараджа (царя танца) творит и разрушает миры во время своего мистического танца, отбивая при этом ритм ногами. Ритм танца Шивы управляет циклом движения небесных тел и создания живых существ.
По традиции искусств Натьи, ритм рассматривается как первичный вид искусства, основной элемент- звуковая волна, выраженная в материальном мире как ритм (талам), как единица измерения времени, а также как один из способов сакрализации и изменения сценического пространства во время исполнения театрального действия Натьи.
Древнейшее понятие ритма, или талам, существует как полная, структурированная система классической музыке Индии, в том числе традиции Карнатака. Изучая понятие ритма в этой культуре, мы также столкнемся с широким полем значений, но совершенно иного свойства. Талам — сложное философское понятие, имеющее несколько трактовок и переводов: это и циркулирующий ритм; и указание на сочетание двух процессов «та» — танец Шивы и «ла» — танец Шакти, то есть процесс объединения мужского и женского начала; и название науки о ритме.
В классической музыки Индии ритмические акценты появляются в результате совершенно противоположного европейскому принципу ритма: их возникновение обусловлено изменением скорости (что противоречит принципу метра) и всегда образуется длительности (ударами) одинаковой величины, что принципиально важно. Ритм нельзя изобрести, так система Сапта Талам содержит свод всех вариантов ритма и позволяет произвести конечное количество разнообразий ритма — 175 видов ритма, каждый из которых определён математической формулой[уточнить] и имеет имя собственное, нарекаемое согласно правилу ритмообразования.

#### Система записи ритма и талам
Древнейшая архаическая форма записи ритма сохранилась в южно-индийской классической музыке Карнатака. Заданный вид талама обозначается формулой, в соответствие с которой записывается горизонтальная строчка, в конце которой ставится двойная черта «II» — указание на окончание заданного вида талама.
Внутри строчки существует деление на используемый вид удара «I» — одинарные черточки. Паузы выражены знаком «,».

#### Практическое отрабатывание ритмических навыков
В классической музыке Карнатик сохранилась уникальная с точки зрения практики система практического использования ритма:
- отбивание ритма рукой во время исполнения музыкальных и танцевальных произведений — примеры первого дирижирования,
- пропевание различных вариантов ритма сварами на разных скоростях в упражнениях «Сапта талам», которые используются для обучения вокалистов и инструменталистов,
- базовые ритмические проговоры, позволяющие легко запомнить ритмический рисунок[14],
- ритмические проговоры двух типов: силамбам используют как ритмическое сопровождения для обучения классическому танцу и Наттувангам — для исполнения Натьи,[15]
- ритмические проговоры, используемые для обучения игры на ударных музыкальных инструментах — коннакол.

### Виды искусства Натьи
К Натье относится комплекс искусств следующих видов: талам (ритм), музыка (музыка Карнатака и музыка Хиндустани), слово (поэзия бхакти, махакавьи), движение. Под движение подразумеваются классические танцевальные формы в который входят танцевальная техника, язык жестов, искусство пантомимы, грима, костюма.
Современные исследователи Натьи в Европе выдвинули тезис, что при достижении воздействии от исполнения Натьи, описанного в трактате «Натья Шастра», любая форма искусства может быть рассмотрена как представление Натьи, если она дает глубинное духовное переживание, возвышает сознание и служит для несения красоты.

## Современные формы Натьи

### Массовые представления

#### Танцевальные формы Натьи
Традиционно к танцевальным формам Натьи относятся семь стилей классического индийского танца. Но не всякий перформанс, представляющий классический стиль, автоматически становится Натьей. Напротив, «Натья Шастра» содержит предостережение о дурном воздействии перформанса на чувства зрителей и судьбу исполнителей, когда при исполнении забывают о ритуальных целях Натьи и пренебрегают каноном. Если зритель хочет увидеть Натью, он должен понимать, что именно Натью ему собирались показать. Представление Натьи будет отличаться от исполнения программы классического танца соблюдением требований: подготовка исполнителей, сакрализация пространства сцены, особое состояние исполнителей, подготовка аудитории и выбор надлежащего места представления, а также по достигаемому эффекту.

#### Санскритская драма
К этой форме относится танцевальная драма Катхакали, сохранившаяся в Южной Индии, штат Керала.

#### Музыкальные формы Натьи
Самые известные музыкальные формы Натьи — классическая индийская музыка, представленная двумя направлениями — музыкой Хиндустани и Карнатака.

### Камерные представления
К камерным представлениям жанра Натьи относятся традиционные программы классического танца — маргамы, включающие фиксированное количество танцевальных номеров (семь — по канону), каждый из которых соответствует определённому этапу жизни человека.

## Театры Натьи за пределами Индии в поисках диалога культур
Театр Натьи в Чикаго, США, демонстрирует аудитории образцы классических форм, а также дополняет перформансы современными танцевальными формами.
Театра Натьи в Санкт-Петербурге, Россия, работает в двух направлениях: аутентичное и экспериментальное.
В аутентичных спектаклях сочетаются требования канона к исполнению Натьи и современные технические средства: свет, звук, возможность синхронного перевода и сопровождения спектаклей текстами-первоисточниками. В экспериментальных постановках Натья представлена как первоисточник искусств. На сцене сочетаются различные традиции, эпохи и культуры, объединенные единым началом.
При достижении воздействия от исполнения Натьи, описанного в трактате «Натья Шастра», любая форма искусства может быть рассмотрена как представление Натьи, если она дает глубинное духовное переживание, возвышает сознание и служит для несения красоты.